# ژیتان–کامپانیولو
ژیتان–کامپانیولو (فرانسوی: Gitane–Campagnolo‎) یک تیم دوچرخه‌سواری در فرانسه بود.
این تیم در سال ۱۹۶۹ تأسیس و در سال ۱۹۷۹ منحل شد.